# توماج صالحی
توماج صالحی (زادهٔ ۱۲ آذر ۱۳۶۹) خواننده، رپر و ترانه‌نویس ایرانی است. او برای آثار اعتراضی خود دربارهٔ مشکلات جامعهٔ ایران و اعتراض به سیاست‌ها و سرکوب‌های حکومت جمهوری اسلامی شهرت دارد و به علت ترانه‌های اعتراضی‌اش بارها بازداشت شده و تحت شکنجه قرار گرفته‌ و در زندان دستگرد اصفهان زندانی بود. ترانه‌های او مورد توجه رسانه‌های داخل و خارج از ایران قرار گرفته‌اند. وی در سال ۲۰۲۳، جایزه «هِرِتیک» (بدعت‌گذار) سازمان گلوبال میوزیک اواردز را به خاطر آهنگ «فال» در بخش ترانه اعتراضی-کنشگری دریافت کرد. توماج همچنین توسط مجلهٔ اسپین در صدر فهرست «۲۵ فرد تأثیرگذار موسیقی در ۲۰۲۵» قرار گرفت.
توماج صالحی در اردیبهشت ۱۴۰۳ از سوی دادگاه انقلاب جمهوری اسلامی به اعدام محکوم شد؛ اما این حکم در دیوان عالی کشور نقض شد.
توماج در ۱۱ آذر ۱۴۰۳ پس گذراندن دوره ۱ ساله قطعی حبس خود از زندان آزاد شد.

## زندگی و حرفه
توماج صالحی در ۷ سالگی آموختن موسیقی را با یادگیری تنبک و اُرگ آغاز کرد. او گفته از بچگی شعر می‌خواند و شاعر محبوبش خیام است. او همیشه یک پوکه خالی گلوله بر گردن دارد. او از معانی مختلف نام «توماج» معنی ترکمن آن را که «سوارکار شجاع» است بیش از همه دوست دارد. ورزش روزانه او بوکس است.
صالحی کودکی خود را در اصفهان و شاهین‌شهر گذرانده و دو مدرک تراشکاری دارد. او مانند پدرش دانش‌آموخته مهندسی مکانیک با گرایش طراحی و تولید قطعات صنعتی پزشکی است. پدر او هشت سال زندانی سیاسی بوده است. به گفته توماج صالحی، هیچ‌یک از اعضای خانواده‌اش شغل دولتی ندارند. صالحی گفته است که در یک کارگاه فلزکاری کار می‌کند.
توماج صالحی موسیقی رپ را نخستین‌بار از طریق برادر بزرگترش شنیده و از آن لذت برده است. او خوانندگی رپ را در سال ۱۳۹۵ به‌طور جدی آغاز کرده است. او یک بار هنگام خواندن به خاطر پوشیدن تی‌شرتی با عکس دلار آمریکا بازداشت شد.
توماج برای تولید موسیقی خود مجبور شده موتورسیکلت و وسایل خانه‌اش را بفروشد؛ زیرا به دلیل درونمایه سیاسی ترانه‌های او استودیوهای اصفهان حاضر به ضبط نبودند و مجبور شده به جاهای دورتر مثل شمال ایران برود که هزینه‌های بیشتری برای او داشته است.
توماج صالحی وظیفه خود را تزریق شجاعت و امید به مردم می‌داند و می‌گوید: «از چه می‌ترسم؟ از ترسو بودن می‌ترسم، اینکه خودم بترسم. تا حالا همیشه رفتم در دل ترس.» او همچنین گفته بود اگر روزی کنسرت بگذارم، ردیف اول کودکان کار و ردیف دوم کارتن‌خواب‌ها هستند.

## بازداشت و زندان

### بازداشت ۱۴۰۰
توماج صالحی در ۲۱ شهریور ۱۴۰۰ توسط ۱۲ نفر از نیروهای امنیتی در خانه‌ای در اصفهان بازداشت و به زندان دستگرد منتقل و مدتی بعد آزاد شد.

#### اتهام
به‌گفتهٔ وکیل توماج صالحی او در ۲۱ شهریور ۱۴۰۰ ساعت ۹ شب، بازداشت و به «تبلیغ علیه نظام» و «توهین به رهبر جمهوری اسلامی» متهم شده بود. او ساکن شاهین‌شهر هست و پرونده او در دادسرای همین شهر ثبت شد. او در زندان، ممنوع‌الملاقات بود و هیچ گونه تماسی با خانواده خود نداشته است.
هرانا در ۳۰ شهریور ۱۴۰۰ از آزادی توماج با تودیع قرار کفالت خبر داد. این خبرگزاری در ۳ بهمن ۱۴۰۰ اعلام کرد دادگاه انقلاب شاهین‌شهر او را به ۶ ماه زندان و جزای نقدی محکوم کرده و اجرای این حکم به مدت یکسال به حالت تعلیق درآمده است.

#### واکنش‌ها
حکومت ایران توضیحی دربارهٔ علت بازداشت توماج ارائه نکرده است. سازمان عفو بین‌الملل در رشته پیامی در توئیتر، خواهان آزادی فوری و بدون قید و شرط وی شد. مرکز حقوق بشر در ایران در توییتی نوشت: «آزادی بیان و عقیده در قوانین جمهوری اسلامی ایران 'جرم‌انگاری' نشده، اما پیوسته منتقدان و معترضان به علت نقد و اعتراض بازداشت می‌شوند. توماج صالحی فقط برای خواندن ترانه‌های انتقادی بازداشت شده و از دوشنبه ۲۲ شهریور در شرایط و مکان نامعلومی به سر می‌برد.»
رضا پهلوی در توییتی نوشت: «آثار توماج صالحی و شیدای همدانی، تبلور هنری اعتراضات سراسری است، و محبوبیت‌شان، نشانه فراگیری گفتمان براندازی». کایلی مور-گیلبرت که در سال ۲۰۱۸ دستگیر و پس از حدود دو سال با سه زندانی ایرانی مبادله شد نیز خواستار آزادی توماج صالحی شد. همچنین شمار زیادی از کاربران شبکه‌های اجتماعی خواهان آزادی او شدند. پس از دستگیری وی حساب اینستاگرام او از دسترس خارج و حساب توئیترش توسط مسئولان توییتر بسته شد.

### بازداشت ۱۴۰۱

#### همراهی
با آغاز خیزش انقلابی ۱۴۰۱ ایران توماج صالحی در اوایل آبان ۱۴۰۱ تصویری از خود در اعتراضات خیابانی منتشر کرد. او همچنین در ترانه‌ای به نام فال در یک فنجان قهوه دید که همه مهره‌های ریز و همه سران دستگیر شده‌اند. او در هنگام شرکت در اعتراضات نگران این بوده که در صورت دستگیری ممکن است بعضی معترضان ناامید و ناراحت شوند: «الان نیاز به غصه نداریم. اگر عزیزان من کشته شوند نباید گریه کنم. باید دنبال محاکمه باشم». او سپس به زندگی مخفیانه روی آورد و در این مدت با ضبط ویدئوهایی از ضرورت ایستادگی در برابر جمهوری اسلامی سخن می‌گفت. در مصاحبه‌ای با شبکه سی‌بی‌سی تله‌ویژن گفته بود به آینده اعتراضات بسیار امیدوار است و ایمان دارد که تا شش ماه دیگر انقلاب می‌شود. همچنین گفت: «موسیقی اعتراضی می‌تواند تحولی بزرگ ایجاد کند و بسیار در جامعه مؤثر است. این موسیقی به جامعه امید می‌دهد و شجاعت را تزریق می‌کند چون در جوامعی که مردم اینقدر تحت فشار حکومت هستند سرخورده و منفعل می‌شوند».

#### بازداشت
بر پایه گزارش خبرگزاری دانشجو در ۸ آبان ۱۴۰۱ صالحی که در جریان خیزش ۱۴۰۱ ایران مدتی به صورت مخفیانه زندگی و فعالیت می‌کرد در استان چهارمحال و بختیاری دستگیر شد. ساعاتی پیش از بازداشت، توماج صالحی در پیامی در شبکه‌های اجتماعی گفته بود که او و دوستانش بیرون خانه متوجه تغییراتی مشکوک شده‌اند. او هنگام بازداشت مجروح شده و صورتش خونی بود. خبرگزاری فارس، وابسته به سپاه پاسداران وی را یکی از «رهبران اغتشاشات در ترویج خشونت» معرفی کرد که چندان صحیح نبود و دید یکطرفه داشت. این رسانهٔ دولتی همچنین اعلام کرد که صالحی در یک گذرگاه مرزی دستگیر شده است؛ که مدیر شبکه‌های اجتماعی صالحی این ادعا را تکذیب کرد و اعلام نمود که وی در استان چهارمحال و بختیاری و نه در یک استان مرزی دستگیر شده است. برای مدتی، وضعیت او نامشخص بوده و از محل نگهداری او اطلاعاتی در دسترس نبود.
باشگاه خبرنگاران جوان —تحت حمایت دولت— ویدئویی از مردی با چشم‌بند منتشر کرد که ادعا می‌کرد توماج است و ظاهراً تحت فشار اعتراف می‌کند که «مرتکب اشتباه» شده است. به گفته خانوادهٔ وی، مقامات ایرانی صالحی را شکنجه‌های بسیار و غیرانسانی صرفاً برای اعترافات اجباری کرده‌اند.

#### محکومیت
وی به فعالیت تبلیغی علیه نظام، همکاری با دولت‌های متخاصم و تشکیل گروه غیرقانونی به قصد برهم زدن امنیت کشور متهم شده است. اتهاماتی که به بیشتر معترضان وارد شده است. همچنین با حکم دادگاه انقلاب به محاربه و افساد فی‌الارض، متهم شده و با خطر اعدام روبه‌روست. در ۲۶ نوامبر ۲۰۲۲، خانواده توماج گفتند که زندگی او در خطر است.

### برائت
وکیل توماج صالحی، روز چهارشنبه ۲۴ مرداد ۱۴۰۳ از صدور حکم برائت توماج از «اتهام فساد فی‌الارض» و قرار منع تعقیب برای سایر اتهاماتش خبر داد.

#### واکنش‌ها
خبرگزاری میزان، وابسته به قوه قضاییه، به‌نقل از سید محمد موسویان دادستان اصفهان، خبر بازداشت توماج صالحی را تأیید کرد و مدعی شد که او «در ایجاد اغتشاشات و دعوت و تشویق به اغتشاش و آشوب‌های اخیر در استان اصفهان و مخصوصاً در شهرستان شاهین‌شهر نقش کلیدی داشته است».
در ۲۲ آبان جمعی از هنرمندان، نویسندگان، فعالان رسانه‌ای و کنشگران مدنی در حمایت از توماج صالحی بیانیه‌ای را منتشر کرده و خواستار آزادی فوری او شدند. بخشی از متن این بیانیه چنین است:
توماج صدای مردم است و ندای ملت خاموش نمی‌شود. اکنون صدای او باشیم، که اگر آزاد بود بر شکنجه‌ها و احکامِ اعدامِ معترضان می‌خروشید و رهایی‌شان را طلب می‌کرد. جسم و جان توماج را نشانه رفته‌اند، به انتقام این که بانگِ رسایِ مردم بوده است. شکنجه و مجازات توماج، خط قرمز ماست. توماج باید آزاد شود.— جمعی از هنرمندان، شاعران، نویسندگان، فعالان مدنی و فرهنگی
مهدی یراحی، خواننده معترض در واکنش به انتشار خبر دستگیری توماج صالحی در رشته توییتی نوشته است: «مسئولیت جان او با جمهوری اسلامی و سپاه پاسداران است و اساساً نهادی که این جوان غیور را در بند کرده باید بازخواست و محاکمه گردد.»
یه-ون ری، یکی از اعضای حزب اس‌پی‌دی از شهر آخن در پارلمان آلمان، کفالت سیاسی توماج را بر عهده گرفته است. با این کار او بخشی از نفوذ و فعالیت‌های پارلمانی خود را به توماج اختصاص داده و به تلاش‌ها برای آزادی وی کمک می‌کند.
امید نوری‌پور رئیس حزب سبزهای آلمان و نماینده پارلمان این کشور (بوندستاگ) نیز با انتشار ویدیویی اعلام کرد که کفالت سیاسی توماج صالحی را بر عهده گرفته است.

### اعتراف اجباری
در اعتراف اجباری که پس از بازداشت توماج صالحی از سیمای جمهوری اسلامی ایران پخش شد صحنه‌ای همانند موزیک‌ویدیوی فال نشان داده شده که در آن جای توماج و فرد تسبیح به دست عوض شده و توماج صالحی از ترویج خشونت از طریق ترانه ابراز پشیمانی می‌کند. درحالی که او هیچگاه مرتکب ترویج خشونت نشده است، بلکه همواره با استفاده از موزیک‌ها و شبکه‌های اجتماعی خود، مردم را به صلح و اهمیت دادن به همدیگر تشویق می‌کرد.

### شکنجه
گردانندهٔ صفحه توییتر توماج صالحی، در ۱۶ دی ۱۴۰۱ اعلام کرد که احتمال از دست رفتن بینایی توماج در اثر ضربات وارد توسط مأموران جمهوری اسلامی وجود دارد. او با بیان اینکه حدود ۷۰ روز از حبس توماج در سلول انفرادی می‌گذرد، گفت: «در صورت ازدست رفتن بینایی او این قصور متوجه مسئولان خواهد بود.»
در فروردین ۱۴۰۲ خانواده صالحی اعلام کردند که شدت شکنجه‌های جسمی توماج به حدی بوده که او چند روزی را در حالت بیهوش و خطرناک جسمی قرار داشته است. کمپین حقوق بشر در ایران از جامعه جهانی و نهادهای بین‌المللی موسیقی و هنری و همچنین سازمان‌های مدافع آزادی بیان خواست یک صدا و قاطعانه خواهان آزادی فوری و بدون قید و شرط توماج صالحی شوند.

### حکم
در ۱۹ تیر ۱۴۰۲ حساب توماج صالحی در شبکه‌های اجتماعی که توسط نزدیکان او اداره می‌شود با انتشار پیامی از صدور حکم ۶ سال و ۳ ماه زندان برای توماج صالحی و انتقال او به بند عمومی خبر داد. او تا پیش از ابلاغ حکم ۲۵۲ روز را در حبس انفرادی گذرانده بود. در ادامه، یکی از وکلای توماج صالحی اعلام کرد که توماج، به‌اتهام فساد فی‌الارض به ۶ سال و ۳ ماه زندان محکوم شده است. وکیل او همچنین دربارهٔ مجازات‌های تکمیلی علیه توماج اعلام کرد: «از تاریخ قطعیت حکم به مدت ۲ سال، ممنوع‌الخروج شده و پاسپورتش ابطال خواهد شد. او همچنین از هرگونه فعالیت، تهیه و تولید آثار موسیقی و خوانندگی به مدت ۲ سال محروم شده است. توماج همچنین به مدت ۲ سال به حضور در دوره‌های مدیریت رفتار و مهارت دانش که توسط معاونت اجتماعی و پیشگیری از جرم دادستانی اصفهان برگزار می‌شود، ملزم شده است. براساس رای دادگاه، توماج صالحی باید گواهی پایان دوره این کلاس‌ها را به واحد اجرای احکام کیفری ارائه کند.» دومین و آخرین جلسه رسیدگی به اتهامات توماج صالحی روز ۱۱ تیر به صورت غیر علنی برگزار شده بود. به گفته امیر رئیسیان، دیگر وکیل توماج صالحی، در این جلسه، «اجازه حضور اشخاص ثالث، خبرنگاران، نمایندگان جامعه مدنی و همین‌طور خانواده موکل در دادگاه داده نشد.» دادگاه او در حالی برگزار شد که بنا بر اظهارات وکیل توماج صالحی، موکلش طی هشت ماه گذشته که در بازداشت بوده، تنها امکان نیم ساعت ملاقات با وکلای خود را داشته است.

### آزادی موقت
او در ۲۷ آبان ۱۴۰۲، پس از تحمل بیش از یک سال حبس که ۲۵۲ روز آن انفرادی بوده با قید وثیقه از زندان دستگرد اصفهان آزاد شد. صالحی پس از ۱۲ روز آزادی در ۹ آذر ۱۴۰۲ توسط عده‌ای مأمور لباس شخصی مسلح و بدون ارائه هرگونه حکم قضایی، کارت شناسایی و با ضرب و شتم شدید در بابل مجدد بازداشت شد و به مکانی نامعلوم منتقل شد.

## جایزه‌ها
توماج صالحی، در سال ۲۰۲۳، جایزه «هِرِتیک» یا «بدعت‌گذار» سازمان «گلوبال میوزیک اواردز» را به خاطر آهنگ «فال» در بخش موسیقی اعتراضی - کنشگری دریافت کرد.
او در همان سال به‌دلیل حمایت از حقوق بشر، آزادی بیان و ترویج صلح توسط هنر و اشعارش برنده جایزه «فرهنگ مقاومت» شد.
صالحی در سال ۲۰۲۳ از سوی سازمان «ایندکس آن سِنسِرشیپ» به عنوان برنده جایزه سالانه آزادی بیان در بخش هنر معرفی شد.

### اهدای ۲۵۰۰ پوند به سیل‌زدگان
صفحه اینستاگرام توماج صالحی در مارس ۲۰۲۴ نوشت او که جایزه سالانه آزادی بیان در شاخه هنر را از سازمان «شاخص سانسور»، نهاد مدافع آزادی بیان، دریافت کرده بود، جایزه خود به ارزش ۲۵۰۰ پوند را برای کمک به سیل‌زدگان سیستان و بلوچستان اهدا کرد.

### جایزه واتسلاف هاول برای مخالفت خلاقانه
توماج صالحی جایزه ۲۰۲۴ واتسلاف هاول برای مخالفت خلاقانه را به‌همراه طاهر هموت ایزگیل (شاعر و فیلمساز اویغور)، گابریلا مونترو (پیانیست ونزوئلایی) دریافت کرد.

## حکم بدوی اعدام
در تاریخ پنجم اردیبهشت ۱۴۰۳ دادگاه انقلاب اصفهان با نادیده‌گرفتن رأی دیوان عالی کشور، توماج صالحی را به اتهام افساد فی‌الارض به اعدام محکوم کرد. وکیل توماج صالحی در مصاحبه با شرق گفت این حکم دارای تعارضات حقوقی عیان است و حتماً به آن اعتراض خواهیم کرد.

### واکنش‌ها

#### اشخاص
- مهدی یراحی در واکنش به صدور حکم اعدام از سوی دادگاه انقلاب برای توماج صالحی گفت این حکم از فرط بی‌بنیادی به کمدی سیاه می‌ماند.[۶۶]
- آتنا دائمی، فعال حقوق بشر در واکنش به این حکم گفت: «از نظر ج. اسلامی حمایت از همه اقشار جامعه یعنی افساد فی الارض و صدور حکم اعدام برای توماج صالحی هنرمند مردمی یعنی اعلان جنگ به مردم»[۶۶]
- شیرین عبادی برنده جایزه صلح نوبل در محکومیت رأی دادگاه انقلاب علیه توماج صالحی نوشت: «جمهوری قتل و جنایت کمر به قتل فرزند ایران، توماج صالحی، هنرمند متعهد و مردمی بسته است. بیدادگاه جمهوری اسلامی قصد دارد کسی که ایستادن در سمت مردم و انعکاس صدای اعتراض آن‌ها را رسالت خود می‌داند به قتل برساند.»[۶۷]
- حامد اسماعیلیون اعدام و کشتار و خشونت را آخرین ابزار جمهوری اسلامی دانست در واکنش به این حکم نوشت: «توماج عزیز نمادی از مبارزه قهرمانانه مردم ایران است. او تنها نیست و حکومت اسلامی در مقابل او نیز تسلیم خواهد شد.»[۶۸]
- مسیح علی‌نژاد در واکنش به این حکم گفت حکومت ایران می‌خواهد توماج صالحی را به جرم اینکه صدای مردم بی‌صداست اعدام کند.[۶۹]
- حسین رونقی صدور این حکم را نشانه فروریختن شاکله حکومت دانست.[۶۷]
- سازمان حقوق بشر ایران خواستار واکنش جهانی در محکوم‌کردن به این حکم شد.[۷۰]
- رضا پهلوی خواستار تلاش جامعه جهانی برای لغو فوری این حکم «شرم‌آور» شد. او گفت «جمهوری اسلامی از آغاز با هنرمندان، به‌ویژه هنرمندانی که از استعداد خود برای دفاع از آزادی ایران استفاده کرده‌اند، در ستیز بوده است.»[۷۱]
- نرگس محمدی برنده جایزه صلح نوبل در پیامی از بند زنان زندان اوین گفت: «حکومت دینی استبدادی آگاه باشد، با صدور احکام ظالمانه و انتقام‌جویانه علیه فرزندان سربلند ایران چون توماج صالحی و جنگ با زنان، طغیان خشم و ظلم‌ستیزی مردم ایران را خواهد دید.»[۷۲]
- نسرین ستوده در واکنش به صدور این حکم نوشت: «توماج صالحی در خطر است، چون هنر در خطر است، چون آزادی در خطر است و چون زن و زندگی در خطر ند. زنجیر سنگین استبداد در خیابان بر سر زن‌ها فرود می‌آید و در صحن دادگاه‌ها، معترضان و هنرمندان آماج خشونت احکام ناعادلانه قرار می‌گیرند.»[۷۳]
- بیش از صد چهره فرهنگی در نامه‌ای خواستار آزادی فوری توماج صالحی و رد تمام اتهامات علیه او شدند. مارگارت آتوود، اعضای گروه کلدپلی، استینگ و الیف شافاک برخی از امضاکنندگان این نامه هستند.[۷۴]

#### کشورها و سازمان‌ها
- فولکر تورک، کمیسر عالی حقوق بشر سازمان ملل متحد در بیانیه‌ای از مقامات جمهوری اسلامی خواست این حکم علیه توماج صالحی را لغو کند و خواستار آزادی فوری و بدون قید و شرط او شد.[۷۵][۷۶]
- ودانت پاتل، معاون سخنگوی وزارت خارجه آمریکا، این حکم را مصداق نقض هولناک و فراگیر حقوق بشر توسط رژیم ایران دانست. آبرام پیلی، معاون نماینده ویژه آمریکا در امور ایران نیز احکام صادره علیه توماج صالحی و سامان یاسین را محکوم کرد و خواستار آزادی فوری آنها شد.[۷۷]
- آنتونیو تاجانی، وزیر امور خارجه ایتالیا صدور حکم اعدام علیه توماج صالحی را محکوم کرد و گفت دولت ایتالیا با مجازات اعدام در هر مکان و هر شرایطی مخالف است.[۷۸]
- ملانی جولی وزیر خارجه کانادا ضمن محکومیت صدور حکم اعدام برای توماج صالحی نوشت: «بسیاری دیگر مانند توماج در تلاش برای تغییر دموکراتیک قربانی نقض حقوق بشر و بی‌توجهی آشکار سپاه پاسداران به زندگی انسانی شدند. استفاده از مجازات اعدام برای سرکوب حقوق و آزادی‌های بشر غیرقابل توجیه است.»[۷۹]
- وزارت امور خارجه فرانسه این حکم را غیرقابل قبول خواند.[۸۰][۸۱]
- دیده‌بان حقوق بشر در بیانیه‌ای، روند حقوقی این پرونده را نقض فاحش آزادی‌های بنیادین و حق دادرسی عادلانه خواند.[۸۲]
- عفو بین‌الملل خواستار لغو حکم اعدام و آزادی فوری توماج صالحی شد.[۸۳]

### نقض حکم اعدام
وکلای توماج صالحی در تاریخ دوم تیرماه ۱۴۰۳ اعلام کردند که حکم بدوی اعدام در شعبه ۳۹ دیوان عالی کشور نقض شده است و پرونده برای رسیدگی به یک شعبه هم‌عرض ارجاع خواهد شد. در این حکم تأکید شده که حکم حبس شش سال و سه ماه پیشین نیز مغایر با قوانین مرتبط با تعدد جرم، ناقض ماده ۱۳۱ و مازاد بر مجازات مجازات قانونی بوده است.

## آثار
| نام ترانه        | کلام و اجرا             | آهنگساز       | توضیحات                                               | تاریخ انتشار    | موزیک ویدیو |
| ---------------- | ----------------------- | ------------- | ----------------------------------------------------- | --------------- | ----------- |
| ما هنوز زنده‌ایم  | توماج                   |               |                                                       | ۱۶ تیر ۱۴۰۴     | بله         |
| پیله             | توماج                   |               |                                                       | ۱۴ خرداد ۱۴۰۴   |             |
| یه اتاق بی‌پنجره  | توماج                   |               | ـ                                                     | ۹ خرداد ۱۴۰۴    |             |
| درس آبی          | توماج                   |               |                                                       | ۵ خرداد ۱۴۰۴    |             |
| تیفوس            | توماج                   | مرزی          | اعتراض به رپرهای حکومتی                               | ۱۷ اسفند ۱۴۰۲   | -           |
| شین              | توماج                   |               | -                                                     | ۱۳ مهر ۱۴۰۲     | -           |
| فال              | توماج                   |               | پیش‌بینی سرنوشت نظام                                   | ۲ آبان ۱۴۰۱     | دارد        |
| میدون جنگ        | توماج                   |               | -                                                     | ۱۴ مهر ۱۴۰۱     | دارد        |
| حبهٔ انگور        | توماج                   |               | -                                                     | ۱۵ شهریور ۱۴۰۱  | -           |
| گاپون            | توماج                   |               | اعتراض به حامیان نظام                                 | ۲۰ اَمرداد ۱۴۰۱  | دارد        |
| افسون            | توماج                   | بهزاد         | انتقاد از اعتیاد                                      | ۷ اَمرداد ۱۴۰۱   | دارد        |
| ببخشید           | توماج                   | بهزاد         | -                                                     | ۲۷ تیر ۱۴۰۱     | دارد        |
| شلاق             | توماج و جاستینا         | بهزاد         | آهنگ از ته‌رنگ، صدابردار: جامین                        | ۲۰ تیر ۱۴۰۱     | -           |
| پیچک             | توماج و جاستینا         | بهزاد         | آهنگ از ته‌رنگ، صدابردار: جامین                        | ۱۶ تیر ۱۴۰۱     | دارد        |
| کارون            | توماج                   | بهزاد         | در اعتراض به مشکلات مردم خوزستان                      | ۱۴ خرداد ۱۴۰۱   | دارد        |
| هیروشیما         | توماج                   | بهزاد         | -                                                     | ۸ اردیبهشت ۱۴۰۱ |             |
| نقطه کور         | توماج                   | مرزی و بهزاد  | واکنش به هک دوربین‌های زندان اوین                      | ۲۶ اسفند ۱۴۰۰   | دارد        |
| ندیدی ۲          | توماج                   | -             | خطاب به علی خامنه‌ای                                   | ۲۱ بهمن ۱۴۰۰    | دارد        |
| طناب دار         | توماج و بی‌لقب           | -             | -                                                     | ۲۲ دی ۱۴۰۰      | دارد        |
| سیر تا پیاز      | توماج و افراسیاب        | -             | -                                                     | ۹ دی ۱۴۰۰       | -           |
| بازمانده         | توماج و افراسیاب        | بهزاد         | به‌یاد آبان ۹۸                                         | ۲۴ آبان ۱۴۰۰    | دارد        |
| فرشید            | توماج                   | -             | وداع با برادر ناتنی‌اش                                 | ۱۵ آبان ۱۴۰۰    | -           |
| تاس              | توماج                   | -             | -                                                     | ۴ شهریور ۱۴۰۰   | دارد        |
| ترکمانچای        | توماج                   | -             | اعتراض به برنامه ۲۵ ساله مشترک با چین                 | ۱ شهریور ۱۴۰۰   | دارد        |
| سوراخ موش        | توماج                   | بهزاد         | تصویر از افراسیاب                                     | ۶ اَمرداد ۱۴۰۰   | دارد        |
| انار             | توماج، بی‌لقب و افراسیاب | بهزاد         | کاور از سروش                                          | ۱۰ تیر ۱۴۰۰     | -           |
| نرمال            | توماج                   | -             | -                                                     | ۲۶ خرداد ۱۴۰۰   | دارد        |
| یاقوت            | توماج                   | -             | کاور از سروش                                          | ۲۱ اسفند ۱۳۹۹   | -           |
| تانتو            | توماج                   | -             | -                                                     | ۱۴ اسفند ۱۳۹۹   | -           |
| موش              | توماج                   | -             | -                                                     | ۱۱ دی ۱۳۹۹      | -           |
| درد              | توماج                   | -             | -                                                     | ۱۲ آذر ۱۳۹۹     | -           |
| چه               | توماج                   | -             | -                                                     | ۲۲ آبان ۱۳۹۹    | -           |
| ندیدی            | توماج                   | بیتکوری       | در واکنش به خودکشی محمد موسوی‌زاده کودک ۱۱ ساله بوشهری | ۲۷ مهر ۱۳۹۹     | -           |
| پارافین          | توماج                   | احمد ترکاشوند | دیس به مهران مدیری                                    | -               | -           |
| منم یه زلزله زدم | توماج                   | جولیِن مارکل   | -                                                     | -               | -           |
| جنگ رپ           | توماج                   | -             | -                                                     | -               | -           |
| دُر               | توماج                   | -             | -                                                     | -               | -           |
| برهه             | توماج                   | شاهرخ         | -                                                     | -               | -           |